# میلرسبورگ (اورگن)
میلرسبورگ (به انگلیسی: Millersburg) شهری در شهرستان جفرسون ایالت اورگن است و در سرشماری سال ۲۰۱۱ میلادی، ۱٬۳۵۷ نفر جمعیت داشته که نسبت به سال ۲۰۱۰، ۳٫۴۶ درصد رشد جمعیت داشته‌است.

## موقعیت جغرافیایی
موقعیت جغرافیایی شهرها و مناطق اطراف به شرح زیر است: